# Die acht Unsterblichen der Kommunistischen Partei Chinas

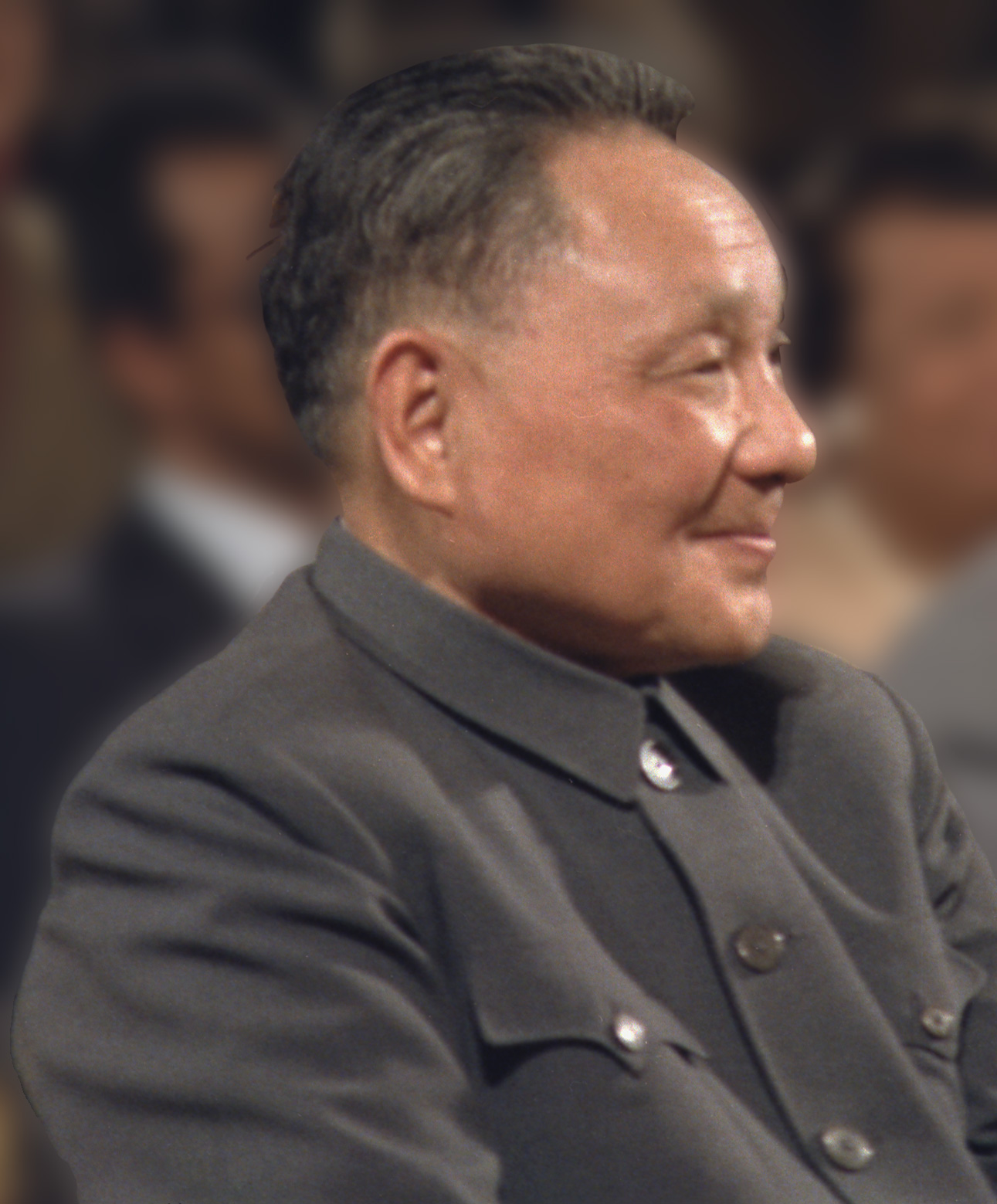
Deng Xiaoping, einer der Acht Unsterblichen

Die acht Unsterblichen der kommunistischen Partei Chinas (chinesisch 中共八大元老, Pinyin Zhōnggòng bā dà yuánlǎo, kurz 中共八老 – „Die Acht Ältesten der Kommunistischen Partei Chinas“) waren acht Mitglieder der Kommunistischen Partei Chinas (KPCh) und enge Weggefährten von Mao Zedong.
Die Gruppe erhielt ihre umgangssprachliche Bezeichnung in Anlehnung an die acht Unsterblichen der chinesischen Mythologie.
Es handelt sich dabei um:
- Deng Xiaoping (1904–1997), von 1979 bis zu seinem Tod 1997 de facto Führer der Volksrepublik China
- Li Xiannian (1909–1992), von 1983 bis 1988 Staatspräsident der Volksrepublik China
- Chen Yun (1905–1995), von 1978 bis 1987 Mitglied des Politbüros der KPCh
- Peng Zhen (1902–1997), von 1983 bis 1988 Vorsitzender des Nationalen Volkskongresses
- Yang Shangkun (1907–1998), von 1988 bis 1993 Staatspräsident der Volksrepublik China
- Bo Yibo (1908–2007), von 1979 bis 1982 Mitglied des Politbüros der KPCh
- Wang Zhen (1908–1993), von 1988 bis 1993 Vizepräsident der Volksrepublik China
- Song Renqiong (1909–2005), einer der Gründer der Volksrepublik China